# Tetragnatha aenea
Tetragnatha aenea là một loài nhện trong họ Tetragnathidae.
Loài này thuộc chi Tetragnatha. Tetragnatha aenea được miêu tả năm 1842 bởi Cantor.